# Torre de Marce

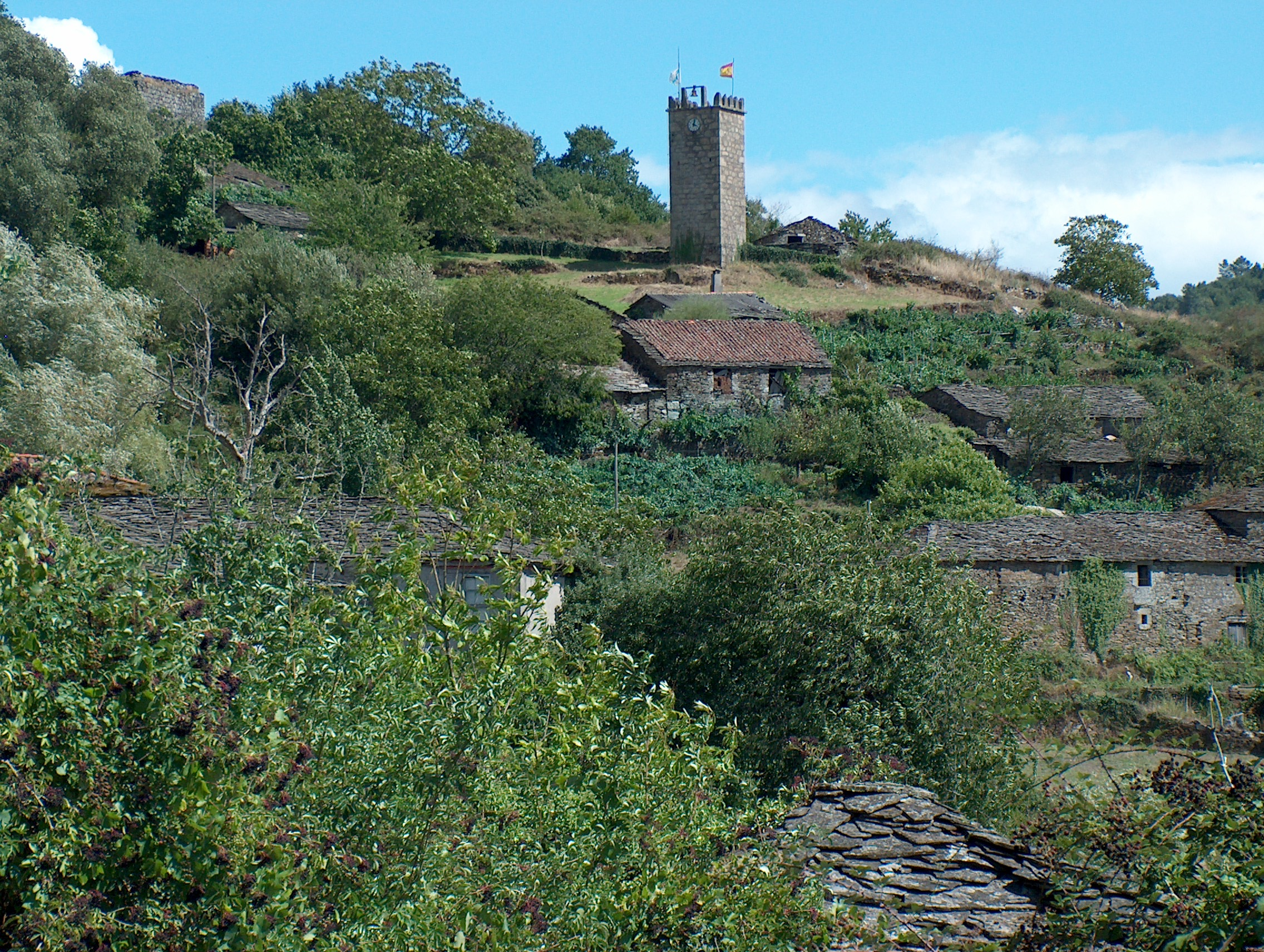
Torre de Marce (canto superior esquerdo) e a Torre do Relógio (ao centro)

A Torre de Marce localiza-se na paróquia de Vilar de Ortelle, no concelho luguês de Pantón, na Comunidade Autónoma da Galiza, (Espanha).

## História
Os vizinhos do lugar conservam na memória que a antiga torre fazia parte de um castelo tão alto que, pelas manhãs, a sua sombra alcançava o rio Minho. Também recordam que a sua pertença era do conde de Lemos, e que tinha como função a defesa daquele ponto de travessia do rio, o antigo Porto Monsulto, em uma via de alto valor estratégico para a comarca.
Encontra-se referido em fontes documentais pela primeira vez em 841, constatando-se a existência de um castelo novamente referido em 1158.
Já no século XVII Castell y Ferrer, na sua "Historia del Glorioso Apóstol Santiago" (1610), situa a fortificação de Março como pertencente à linhagem dos López ou Lupos. Comenta o autor ter visto o castelo do qual indica constar de uma torre, um palácio desmantelado, um fosso e traveses.

## Características
Os restos da antiga fortificação situam-se no extremo sudeste do lugar de Marce, sobre um terreno de pronunciado declive.
O que se conserva da torre se insere entre construções mais recentes. Trata-se de uma construção de planta quadrada de 7 metros e meio de lado e 7 metros no lado que alcança maior altura e 4 no de menor. Encontra-se coberto por um telhado de uma só água.
Internamente divide-se em dois pavimentos, separados por um piso de madeira. A inferior desenvolve-se meio soterrada no terreno. As paredes são em silharia de granito em aparelho muito tosco e irregular, com uma espessura média de 120 centímetros.
Em nossos dias encontra-se rodeada, em três lados, por construções modernas erguidas com pedras de xisto.